# اندرو لامسدن (دانشمند)
اندرو لامسدن (انگلیسی: Andrew Lumsden؛ زادهٔ ۲۲ ژانویهٔ ۱۹۴۷) دانشمند در زمینه علوم اعصاب اهل بریتانیا و از دانش‌آموختگان کالج سنت کاترین، کمبریج و اعضای سازمان زیست‌شناسی مولکولی اروپا است.

## تحصیلات
لامسدن دوره کارشناسی را در دانشگاه کمبریج گذراند و مدرک دکترایش را از دانشگاه لندن دریافت کرد.

## جوایز
وی همچنین برندهٔ جوایزی همچون همکار انجمن سلطنتی و برنامه فولبرایت شده‌است.